# 风中的尘埃
风中的尘埃（英語：Dust in the Wind）是美国前卫摇滚乐队堪萨斯乐队录制的歌曲，由乐队成员凯瑞·利维根创作，首次发行于该乐队1977年的专辑《Point of Know Return (song)》。